# Find the Real
Find the Real è un singolo del gruppo musicale statunitense Alter Bridge, pubblicato il 16 novembre 2004 come secondo estratto dal primo album in studio One Day Remains.

## Descrizione
Traccia d'apertura dell'album, Find the Real si differenzia dai restanti brani contenuti in One Day Remains per le sonorità tendenti al metal, le quali hanno preannunciato la direzione più pesante intrapresa dal gruppo nei loro album successivi.
Il brano è divenuto la seconda hit del gruppo a raggiungere la top 10, piazzandosi al settimo posto della Mainstream Rock Airplay.

## Tracce
CD promozionale (Stati Uniti)
1. Find the Real (Edit) – 4:02
2. Find the Real – 4:43

## Formazione
Gruppo
- Myles Kennedy – voce, arrangiamento
- Mark Tremonti – chitarra, voce, arrangiamento
- Brian Marshall – basso, arrangiamento
- Scott Phillips – batteria, arrangiamento

Altri musicisti
- Jamie Muhoberac – tastiera, programmazione
- Blumpy – tastiera, programmazione
- David Campbell – arrangiamento strumenti ad arco

Produzione
- Ben Grosse – produzione, registrazione, missaggio
- Alter Bridge – coproduzione
- Blumpy – ingegneria del suono digitale, montaggio digitale
- Adam Barber – ingegneria del suono digitale, montaggio digitale
- Shilpa Patel – montaggio aggiuntivo, assistenza tecnica
- Jack Odom – assistenza alla registrazione
- Shaun Evans – assistenza alla registrazione
- Paul Pavao, Chuck Bailey – assistenza al missaggio
- Tom Baker – mastering

## Classifiche
| Classifica (2005)             | Posizione massima |
| ----------------------------- | ----------------- |
| Stati Uniti (mainstream rock) | 7                 |

## In altri media
- Find the Real è stata scelta come colonna sonora dell'evento WWE Royal Rumble 2005.
- La band ha eseguito una versione acustica della canzone in un episodio di WWE Raw durante uno sketch nel backstage con Edge, fino a quando sono stati interrotti da Todd Grisham che stava per intervistare Edge.